# Bernard Roland
Pour les articles homonymes, voir Roland (homonymie).
Roland Bourriquet, dit Bernard Roland, est un réalisateur français, né, le 22 novembre 1910 à Moulins (Allier), mort le 10 mars 1987 à Canicattini Bagni (Italie). 

## Filmographie
- 1934 : Brevet 95-75 de Pierre Lequim (assistant réalisateur)
- 1936 : Femmes
- 1938 : La Vie des artistes (documentaire)
- 1938 : Quand le cœur chante avec Georges Guétary et Véra Flory
- 1942 : Le Grand Combat avec Jules Berry et Blanchette Brunoy
- 1943 : Le Soleil de minuit avec Jules Berry et Saturnin Fabre
- 1944 : La Collection Ménard avec Suzy Prim et Robert Le Vigan
- 1946 : Le Couple idéal, coréalisé avec Raymond Rouleau, avec Hélène Perdrière et Raymond Rouleau
- 1946 : Nous ne sommes pas mariés avec Claude Dauphin et Louise Carletti
- 1949 : Portrait d'un assassin avec María Montez, Pierre Brasseur et Arletty
- 1958 : Le Conquérant solitaire (Operación Antartida))
- 1959 : Le Chandelier (TV)
- 1959 : La Nuit des traqués avec Juliette Mayniel et Sami Frey
- 1960 : Cocagne de Maurice Cloche (uniquement producteur) avec Fernandel
- 1962 : Accroche-toi, y'a du vent ! avec Henri Salvador et Francis Blanche
- 1970 : La nuit se lève TV
- 1977 : Attention chien méchant TV

## Théâtre
- 1960 : Madame Sans-Gêne de Victorien Sardou, mise en scène Alfred Pasquali, théâtre de l'Ambigu